# Championnat de Belgique de football de deuxième division 1936-1937
Navigation
saison précédente saison suivante
Cette page présente la vingtième-troisième édition du championnat  Division 1 (D2) belge.
Dans les deux séries, les premières places sont occupées par des équipes que l'on n'attendait pas à ce niveau. Dans la Série A, le RC Tirlemont remporte le premier titre de son Histoire, devançant de 5 points VV Oude God Sport, et de 6 points les promus du Stade Louvaniste. Dans la Série B, les joueurs de l'Olympic Charleroi font encore mieux que les louvanistes en remportant le titre dès leur première saison à ce niveau, à l'image de ce qu'avait réussi Montegnée quelques années plus tôt. Les Dogues dominent la saison de bout en bout, et s'imposent avec 8 points d'avance sur leur dauphin, l'US Centre. Les deux clubs champions découvriront l'élite du football belge pour la première fois la saison prochaine.
L'Olympic devient le tout premier club de la Province de Hainaut à atteindre la plus haute division du football belge.
Les deux clubs relégués de Division d'Honneur, à savoir le R. CS Brugeois et Berchem Sport, se classent 6e, chacun dans leur série. C'est la première fois depuis 1900 que le « Cercle Brugeois » joue en dessous de la plus haute division. Pour sa première saison à ce niveau, l'Eendracht Alost termine à une honorable 7e place dans la Série B, et le dernier promu, la Royale Union Hutoise est 10e dans la Série A.
Dans le bas des classements, les places de relégables reviennent au SK Hoboken, à l'AS Ostendaise, au Stade Waremmien, et au Racing de Bruxelles. Pour ce dernier, c'est une deuxième relégation en trois saisons, bien loin de son époque de domination du football belge.

## Club participants
Vingt-huit clubs prennent part à cette édition, soit le même nombre que la saison précédente. Les équipes sont réparties en deux séries de 14 formations.

### Série A
| #  | Nom                                                   | Mat. | Ville      | Stades                 | En D2 depuis    | Total en D2 | S. précédente      |
| -- | ----------------------------------------------------- | ---- | ---------- | ---------------------- | --------------- | ----------- | ------------------ |
| 1  | Royal Berchem Sport                                   | 28   | Berchem    | Het Rooi               | 1936-1937 (1re) | 6 saisons   | Div. d'Honneur 14e |
| 2  | Royal Racing Club de Bruxelles                        | 6    | Uccle      | stade du Vivier d'Oie  | 1934-1935 (3e)  | 5 saisons   | 8e Série B         |
| 3  | Royal Football Club Sérésien                          | 17   | Seraing    | stade du Pairay        | 1931-1932 (6e)  | 8 saisons   | 10e Série A        |
| 4  | Royal Tilleur Football Club                           | 21   | Ougrée     | stade du Pont d'Ougrée | 1934-1935 (3e)  | 20 saisons  | 9e Série A         |
| 5  | Cappellen Football Club                               | 43   | Kapellen   | ??                     | 1933-1934 4e    | 4 saisons   | 4e Série A         |
| 6  | Club Sportif de Schaerbeek                            | 55   | Schaerbeek | Parc Josaphat          | 1930-1931 (7e)  | 9 saisons   | 12e Série B        |
| 7  | Voetbal Vereeniging Oude God Sport                    | 68   | Mortsel    | ??                     | 1934-1935 (3e)  | 9 saisons   | 6e Série B         |
| 8  | Racing Football Club Montegnée                        | 77   | Montegnée  | ??                     | 1934-1935 (3e)  | 8 saisons   | 3e Série B         |
| 9  | Racing Club Tirlemont                                 | 132  | Tirlemont  | ??                     | 1931-1932 (6e)  | 7 saisons   | 5e Série A         |
| 10 | Stade Waremmien Football Club                         | 190  | Waremme    | ??                     | 1932-1933 (5e)  | 5 saisons   | 12e Série A        |
| 11 | Koninklijke Belgica Football Club Edegem              | 375  | Edegem     | ??                     | 1935-1936 (2e)  | 5 saisons   | 5e Série B         |
| 12 | Waterschei Sport Vereeniging Tot Herstel Onze Rechten | 553  | Genk       | stade André Dumont     | 1935-1936 (2e)  | 2 saisons   | 7e Série A         |
| 13 | Royale Union Hutoise Football Club                    | 76   | Huy        | ??                     | 1936-1937 (1re) | 3 saisons   | 1re Promotion A    |
| 14 | Royal Stade Louvaniste                                | 18   | Louvain    | ??                     | 1936-1937 (1re) | 16 saisons  | 1re Promotion C    |

### Localisations Série A
| \| Anvers · R. Berchem Sport · Cappellen FC · VV Oude God Sport · K. FC Belgica Edegem Liège · R. FC Sérésien · R. Tilleur FC · Racing FC Montegnée Anvers R. Racing CB CS Schaerbeek St. Louvaniste RC Tirlemont Waterschei St. Waremmien Union Hutoise Liège \| Localisation des clubs engagés en Division 1A 1936-1937 |
| Anvers · R. Berchem Sport · Cappellen FC · VV Oude God Sport · K. FC Belgica Edegem Liège · R. FC Sérésien · R. Tilleur FC · Racing FC Montegnée Anvers R. Racing CB CS Schaerbeek St. Louvaniste RC Tirlemont Waterschei St. Waremmien Union Hutoise Liège                                                               |

### Série B
| #  | Nom                                       | Mat. | Ville              | Stades                | En D2 depuis    | Total en D2 | S. précédente      |
| -- | ----------------------------------------- | ---- | ------------------ | --------------------- | --------------- | ----------- | ------------------ |
| 1  | Royal Cercle Sportif Brugeois             | 12   | Bruges             | stade du RCS Brugeois | 1936-1937 (1re) | 1 saison    | Div. d'Honneur 13e |
| 2  | Royal Racing Club de Gand                 | 11   | Gand               | Emmanuel Hielstadion  | 1935-1936 (2e)  | 6 saisons   | '3e Série A        |
| 3  | Royal Uccle Sport                         | 15   | Uccle              | rue de Neerstalle ??  | 1923-1924 (14e) | 19 saisons  | 2e Série A         |
| 4  | Koninklijke Vanneste Genootschap Oostende | 31   | Ostende            | ??                    | 1935-1936 (2e)  | 3 saisons   | 9e Série B         |
| 5  | Royal Football Club Renaisien             | 46   | Renaix             | Parc Lagache          | 1931-1932 (6e)  | 6 saisons   | 2e Série B         |
| 6  | Cercle Sportif La Forestoise              | 51   | Forest             | stade communal        | 1927-1928 (10e) | 14 saisons  | 8e Série A         |
| 7  | Association Sportive Ostendaise           | 53   | Ostende            | Albertpark            | 1931-1932 (6e)  | 10 saisons  | 13e Série A        |
| 8  | Boom Football Club                        | 58   | Boom               | ??                    | 1931-1932 (6e)  | 12 saisons  | 7e Série B         |
| 9  | Tubantia Football Athletic Club           | 64   | Borgerhout         | Rivierenhof           | 1932-1933 (5e)  | 7 saisons   | 6e Série A         |
| 10 | Union Sportive du Centre                  | 213  | Haine-Saint-Pierre | ??                    | 1935-1936 (2e)  | 2 saisons   | 4e Série B         |
| 11 | Football Club Duffel                      | 284  | Duffel             | ??                    | 1935-1936 (2e)  | 2 saisons   | 11e Série A        |
| 12 | Sportkring Hoboken                        | 285  | Hoboken            | ??                    | 1931-1932 (6e)  | 6 saisons   | 10e Série B        |
| 13 | Olympic Club Charleroi                    | 246  | Montignies         | stade de La Neuville  | 1936-1937 (1re) | 1 saison    | 1re Promotion B    |
| 14 | Sportclub Eendracht Aalst                 | 90   | Alost              | Bredestraat           | 1936-1937 (1re) | 1 saison    | 1re Promotion D    |

### Localisations Série B
| \| Tubantia FAC SK Hoboken Boom FC FC Duffel R. RC de Gand E. Aalst R. CS Brugeois AS Ostendaise K. VG Oostende FC Renaisien R. Uccle Sport CS La Forestoise Olympic CC US du Centre \| Localisation des clubs engagés en Division 1B 1936-1937 |
| Tubantia FAC SK Hoboken Boom FC FC Duffel R. RC de Gand E. Aalst R. CS Brugeois AS Ostendaise K. VG Oostende FC Renaisien R. Uccle Sport CS La Forestoise Olympic CC US du Centre                                                               |

### Localisation des clubs anversois
Les 6 clubs anversois sont:
(3) R. Berchem Sport (A)
(4) Tubantia FAC (B)
(8) SK Hoboken (B)
(10) K. FC Belgica Edegem (A)
(11) VV Oude God Sport (A)
(16) Cappellen FC (A)

### Localisation des clubs bruxellois
Les 4 cercles bruxellois sont :
(8) CS La Forestoise (B)
(9) Uccle Sport (B)
(10) R. Racing CB (A)
(12) CS Schaerbeek (A)

### Localisation des clubs liégeois
Les 3 cercles liégeois sont :
(4) Racing FC Montegnée (A)
(9) FC Sérésien (A)
 (11) R. Tilleur FC (B)

## Classements
- Le nom des clubs est celui employé à l'époque

Légende
- Champion & Promu en Division d'Honneur
- clubs relégué en Promotion (D3)

Abréviations
 : Relégué de Division d'Honneur 1935-1936

 : Promu de Promotion 1935-1936

### Division 1 A
| Rang | Équipe               | Pts | J  | G  | N | P  | Bp | Bc | Diff |
| ---- | -------------------- | --- | -- | -- | - | -- | -- | -- | ---- |
| 1    | RC TIRLEMONT         | 35  | 26 | 14 | 7 | 5  | 51 | 28 | +23  |
| 2    | VV Oude God Sport    | 30  | 26 | 12 | 6 | 8  | 71 | 56 | +15  |
| 3    | R. Stade Louvaniste  | 29  | 26 | 13 | 3 | 10 | 65 | 53 | +12  |
| 4    | Racing FC Montegnée  | 29  | 26 | 13 | 3 | 10 | 61 | 54 | +7   |
| 5    | Cappellen FC         | 28  | 26 | 12 | 4 | 10 | 44 | 38 | +6   |
| 6    | R. Berchem Sport     | 27  | 26 | 11 | 5 | 10 | 53 | 44 | +9   |
| 7    | K. Belgica FC Edegem | 26  | 26 | 12 | 2 | 12 | 60 | 55 | +5   |
| 8    | R. Tilleur FC        | 26  | 26 | 12 | 2 | 12 | 63 | 70 | -7   |
| 9    | CS Schaerbeek        | 25  | 26 | 10 | 5 | 11 | 51 | 50 | +1   |
| 10   | R. Union Hutoise     | 25  | 26 | 11 | 3 | 12 | 54 | 67 | -13  |
| 11   | R. FC Sérésien       | 23  | 26 | 9  | 5 | 12 | 46 | 59 | -13  |
| 12   | THOR Waterschei SV   | 23  | 26 | 10 | 3 | 13 | 62 | 83 | -21  |
| 13   | Stade Waremmien FC   | 21  | 26 | 8  | 5 | 13 | 55 | 63 | -8   |
| 14   | R. Racing CB         | 17  | 26 | 6  | 5 | 15 | 52 | 68 | -16  |

### Division 1 B
| Rang | Équipe                 | Pts | J  | G  | N | P  | Bp | Bc  | Diff |
| ---- | ---------------------- | --- | -- | -- | - | -- | -- | --- | ---- |
| 1    | OLYMPIC CLUB CHARLEROI | 42  | 26 | 20 | 2 | 4  | 76 | 30  | +46  |
| 2    | US Centre              | 34  | 26 | 16 | 2 | 8  | 78 | 47  | +31  |
| 3    | Boom FC                | 33  | 26 | 15 | 3 | 8  | 56 | 30  | +26  |
| 4    | R. FC Renaisien        | 32  | 26 | 13 | 6 | 7  | 66 | 44  | +22  |
| 5    | Tubantia FAC           | 31  | 26 | 14 | 3 | 9  | 65 | 46  | +19  |
| 6    | R. CS Brugeois         | 27  | 26 | 11 | 5 | 10 | 54 | 48  | +6   |
| 7    | SC Eendracht Aaslt     | 26  | 26 | 10 | 6 | 10 | 56 | 46  | +10  |
| 8    | K. VG Oostende         | 26  | 26 | 12 | 2 | 12 | 48 | 63  | -15  |
| 9    | R. Uccle Sport         | 24  | 26 | 11 | 2 | 13 | 75 | 81  | -6   |
| 10   | CS La Forestoise       | 21  | 26 | 8  | 5 | 13 | 48 | 63  | -15  |
| 11   | R. RC de Gand          | 20  | 26 | 10 | 0 | 16 | 46 | 72  | -26  |
| 12   | FC Duffel              | 19  | 26 | 9  | 1 | 16 | 77 | 93  | -16  |
| 13   | AS Ostendaise          | 16  | 26 | 7  | 2 | 17 | 44 | 61  | -17  |
| 14   | SK Hoboken             | 13  | 26 | 6  | 1 | 19 | 37 | 102 | -65  |

## Déroulement de la saison

### Résultats des rencontres - Série A
| Résultats (▼dom., ►ext.)                                   | 1 | 2 | 3 | 4 | 5 | 6 | 7 | 8 | 9 | 10 | 11 | 12 | 13 | 14 |
|                                                            |   | - | - | - | - | - | - | - | - | -  | -  | -  | -  | -  |
|                                                            | - |   | - | - | - | - | - | - | - | -  | -  | -  | -  | -  |
|                                                            | - | - |   | - | - | - | - | - | - | -  | -  | -  | -  | -  |
|                                                            | - | - | - |   | - | - | - | - | - | -  | -  | -  | -  | -  |
|                                                            | - | - | - | - |   | - | - | - | - | -  | -  | -  | -  | -  |
|                                                            | - | - | - | - | - |   | - | - | - | -  | -  | -  | -  | -  |
|                                                            | - | - | - | - | - | - |   | - | - | -  | -  | -  | -  | -  |
|                                                            | - | - | - | - | - | - | - |   | - | -  | -  | -  | -  | -  |
|                                                            | - | - | - | - | - | - | - | - |   | -  | -  | -  | -  | -  |
|                                                            | - | - | - | - | - | - | - | - | - |    | -  | -  | -  | -  |
|                                                            | - | - | - | - | - | - | - | - | - | -  |    | -  | -  | -  |
|                                                            | - | - | - | - | - | - | - | - | - | -  | -  |    | -  | -  |
|                                                            | - | - | - | - | - | - | - | - | - | -  | -  | -  |    | -  |
|                                                            | - | - | - | - | - | - | - | - | - | -  | -  | -  | -  |    |
| - Victoire à domicile - Match nul - Victoire à l'extérieur |   |   |   |   |   |   |   |   |   |    |    |    |    |    |

### Résultats des rencontres - Série B
| Résultats (▼dom., ►ext.)                                   | 1 | 2 | 3 | 4 | 5 | 6 | 7 | 8 | 9 | 10 | 11 | 12 | 13 | 14 |
|                                                            |   | - | - | - | - | - | - | - | - | -  | -  | -  | -  | -  |
|                                                            | - |   | - | - | - | - | - | - | - | -  | -  | -  | -  | -  |
|                                                            | - | - |   | - | - | - | - | - | - | -  | -  | -  | -  | -  |
|                                                            | - | - | - |   | - | - | - | - | - | -  | -  | -  | -  | -  |
|                                                            | - | - | - | - |   | - | - | - | - | -  | -  | -  | -  | -  |
|                                                            | - | - | - | - | - |   | - | - | - | -  | -  | -  | -  | -  |
|                                                            | - | - | - | - | - | - |   | - | - | -  | -  | -  | -  | -  |
|                                                            | - | - | - | - | - | - | - |   | - | -  | -  | -  | -  | -  |
|                                                            | - | - | - | - | - | - | - | - |   | -  | -  | -  | -  | -  |
|                                                            | - | - | - | - | - | - | - | - | - |    | -  | -  | -  | -  |
|                                                            | - | - | - | - | - | - | - | - | - | -  |    | -  | -  | -  |
|                                                            | - | - | - | - | - | - | - | - | - | -  | -  |    | -  | -  |
|                                                            | - | - | - | - | - | - | - | - | - | -  | -  | -  |    | -  |
|                                                            | - | - | - | - | - | - | - | - | - | -  | -  | -  | -  |    |
| - Victoire à domicile - Match nul - Victoire à l'extérieur |   |   |   |   |   |   |   |   |   |    |    |    |    |    |

### Attribution du titre de «Champion de Division 1»
Ce match a une valeur honorifique.
| Date       | Équipe 1     | Équipe 2     | Score | Remarques |
| ---------- | ------------ | ------------ | ----- | --------- |
| 11/04/1937 | Olympic CC   | RC Tirlemont | 4-1   |           |
| 09/05/1937 | RC Tirlemont | Olympic CC   | 3-0!! |           |

### Test-match pour l'attribution du titre de « Champion de Division 1 »
- Cette rencontre a été disputée au stade J. Marien (Union St-Gilloise)

| Date       | Équipe 1   | Équipe 2     | Score | Remarques |
| ---------- | ---------- | ------------ | ----- | --------- |
| 23/05/1937 | Olympic CC | RC Tirlemont | 2-1   |           |

Note: Apparemment il semble que des "matches pour le titre" ont lieu lorsque le 2e niveau compte deux séries. Mais malhaureusement on ne retrouve pas toujours de traces fiables de ces rencontres. Le cas de figure se reproduit par la suite aux 3e puis 4e niveaux nationaux qui comptent toujours plus d'une série. Si des matches entre les champions de série sont disputés à certaines époques, le titre "d'unique" champion n'aura jamais valeur officielle et le fait de remporter une série équivaut à un titre au niveau concerné.

## Récapitulatif de la saison
- Champion A : RC Tirlemont (1er titre en D2)
- Champion B: Olympic Charleroi (1er titre en D2)
- Neuvième titre de "D2" pour la Province de Brabant.
- Premier titre de "D2" pour la Province de Hainaut.

| Région flamande (15)            | Région flamande (15) | Province de Brabant (6)      | Province de Brabant (6) | Région wallonne (7)    | Région wallonne (7) |
| ------------------------------- | -------------------- | ---------------------------- | ----------------------- | ---------------------- | ------------------- |
| Province d'Anvers               | 8                    | Région de Bruxelles-Capitale | 4                       | Province de Hainaut    | 2                   |
| Province de Flandre-Occidentale | 2                    | Province du Brabant flamand  | 2                       | Province de Liège      | 5                   |
| Province de Flandre-Orientale   | 4                    | Province du Brabant wallon   | 0                       | Province de Luxembourg | 0                   |
| Province de Limbourg            | 1                    |                              |                         | Province de Namur      | 0                   |

1. ↑  Au niveau footballistique, la province de Brabant est toujours unitaire malgré sa partition territoriale en 1995.

## Montée / Relégation
Le RC Tirlemont et l'Olympic Charleroi montent en Division d'Honneur.
Le Stade Waremmien, le R Racing CB, l'AS Ostendaise et le SK Hoboken sont relégués en Promotion (D3) et remplacés, la saison suivante, par le Sporting Charleroi, le FC Wilrijk, le Vilvorde FC et l'AS Renaisienne. Avec le titre du Sporting en Promotion, les deux clubs de Charleroi sont donc champions la même année. Ce n'est plus jamais arrivé depuis lors. Mis à part Wilrijk, tous les clubs promus ont déjà évolué au deuxième niveau national.

## Début en D2
Trois clubs jouent pour la première fois au 2e niveau national du football belge. Ils sont les 72e, 73e et 74e clubs différents à y apparaître.
- SC Eendracht Aalst 8e club flandrien oriental différent en D2 ;
- R. CS Brugeois 8e club flandrien occidentale différent en D2 ;
  - Avant cette saison, le « Cercle Brugeois » n'a joué que dans la plus haute division belge, soit 32 saisons consécutives depuis la saison 1899-1900.
- Olympic Club Charleroi 5e club hennuyer différent en D2 ;